# 8521 Boulainvilliers
8521 Boulainvilliers eller 1992 GF4 är en asteroid i huvudbältet som upptäcktes den 4 april 1992 av den belgiske astronomen Eric W. Elst vid La Silla-observatoriet. Den är uppkallad efter fransmannen Henri de Boulainvilliers.
Asteroiden har en diameter på ungefär 4 kilometer.